# Hyllisia albocincta
Hyllisia albocincta là một loài bọ cánh cứng trong họ Cerambycidae.